# جرد ایرانی
جرد ایرانی (نام علمی: Meriones persicus) گونه‌ای جونده است که در تپه‌ها، مناطق صخره‌ای، دشت‌ها، نواحی جنگلی، باغ‌ها و کشتزارها در کشورهای افغانستان، آذربایجان، ایران، ارمنستان، عراق، پاکستان، ترکمنستان و ترکیه زندگی می‌کند.

## مشخصات
جثه‌ای میانه و گوش‌های نسبتاً بلند و تا حدودی سه گوش دارد. پاها بلند و برای پریدن مناسب است. کف پاها و برای پریدن مناسب است. کف پاها بی مو، دم کمی بلندتر از درازای بدن و پوشیده از مو است. در ثلث انتهائی دم، موها بلند هستند و شباهت کمی با دم سنجاب دارد. رنگ موهای پشت از نخودی تا قهوه‌ای روشن متمایل به قرمز با سایه‌ای سیاه رنگ، و زیر بدن سفید است. در بالای چشم‌ها معمولاً لکه سفیدی وجود دارد.